# Helgi Hrólfsson
Helgi magri Hrólfsson (apodado el Delgado) fue un caudillo vikingo del siglo IX y el primer colono en fundar un asentamiento en Skutulsfirður, Islandia. Era hijo ilegítimo de Hrólfr Helgasson y nieto de Helgi Eyvindarson.
Helgi creció con su familia de Noruega y no conoció a su padre porque había partido hacia Islandia antes de su nacimiento. Cuando tuvo edad, partió hacia Islandia en busca de su familia y llegó hasta Eyjafjörður donde encontró a su padre, que ya estaba casado y tenía una gran familia. Helgi no obtuvo la recepción que esperaba y embarcó de nuevo de vuelta rumbo a Noruega, pero su barco le llevó hasta Súgandafjörður donde pasó el invierno con Hallvarðr súganda. Cuando llegó la primavera fue a buscar un lugar para fundar un asentamiento y llegó hasta Ísafjörður.
Landnámabók menciona que su hijo Þorsteinn ógæfa fue miembro del hird del jarl de Lade Håkon Grjotgardsson.

## Saga Eyrbyggja
Hubo otro Helgi Hrólfsson (n. 920) de Hofgarður, Snæfellsnes, hijo de Hrólfur sterki Eyvindsson (Hrólfur el Fuerte, n. 885). Este Helgi aparece en la saga Eyrbyggja y pertenece a otro clan familiar sin vínculos con Helgi magri. Hrólfur sterki era hermano de Þórður Illugi fellsgoði Eyvindsson (n. 875) de Staðastaður, Snæfellsnes, ambos hijos del colono noruego Eyvindur Helgason (n. 845).